# Leger van Vlaanderen

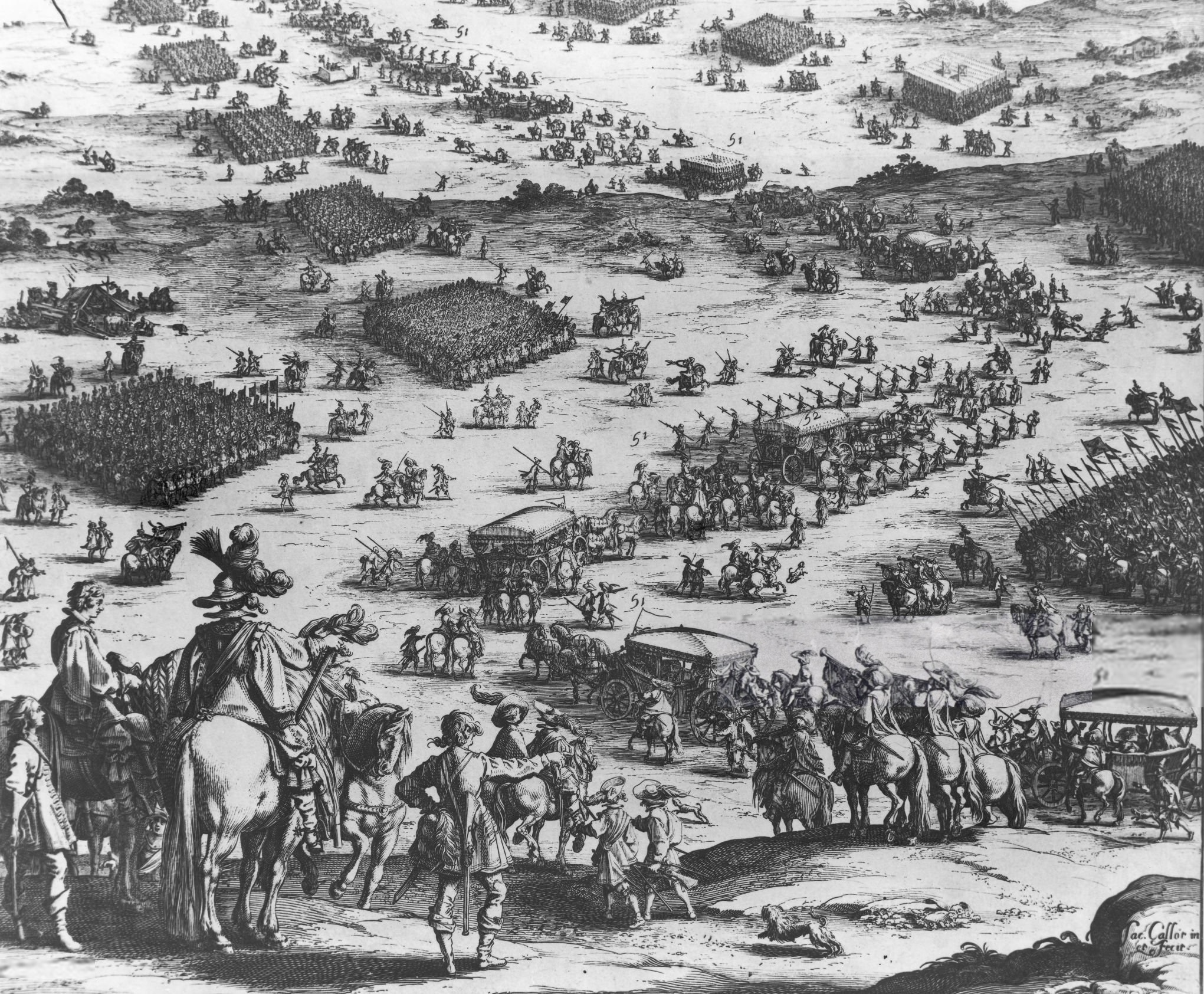
Het Spaanse leger bij het Beleg van Breda

Het Leger van Vlaanderen (Spaans: Ejército de Flandes) was het leger van keizer Karel V en zijn opvolgers in Spaanse Nederlanden. Die werden vaak in hun geheel als 'Vlaanderen' bestempeld, vandaar 'Leger van Vlaanderen'. Dit leger werd onder andere door de Spaanse heersers ingezet in de Tachtigjarige Oorlog en de Dertigjarige Oorlog. Door de jaren heen varieerde het aantal manschappen, op het hoogtepunt in 1640 bestond het uit 88.280 man. Naast een groot deel infanterie was er een kleiner deel cavalerie. De manschappen kwamen niet alleen uit Spanje, maar ook uit de Zuidelijke Nederlanden, Italië, Bourgondië, Engeland en uit Duitse staten. Tijdens de Opstand begonnen de Nederlanders het regeringsleger te bestempelen als 'de Spanjaarden'. In andere verhalen worden ze ook 'Walen' genoemd omdat zij of hun Zuid-Nederlandse aanvoerders ook wel Frans spraken. Het grote aantal soldaten drukte zwaar op de schatkist waardoor het uitbetalen van soldij zeer onregelmatig gebeurde. Dit leidde geregeld tot muiterijen, waarbij soldaten, al dan niet met toestemming van hun bevelhebber, overgingen tot brandschatting en plundering. Na de Vrede van Westfalen in 1648 werd de omvang van het leger sterk gereduceerd en deed het dienst als leger van de Zuidelijke Nederlanden. In 1706 werd het opgeheven, toen het niet opgewassen was tegen de Fransen in de Spaanse Successieoorlog en de Zuid-Nederlanders zich onder het Anglo-Bataafs condominium plaatsten.

## Samenstelling
Legers bestonden in de vroegmoderne tijd vaak voor een deel uit buitenlandse beroepssoldaten, wanneer landen zelf niet genoeg strijdbare mannen hadden of omdat buitenlandse soldaten beter getraind waren. De buitenlandse soldaten vormden de elite van het leger en werden in de voorste linies ingezet. Desertie was kleiner onder soldaten die in het buitenland gelegerd lagen. Om deze redenen werden in 1635, toen Karel V oorlog voerde met Frankrijk soldaten uit Duitsland, Ierland en de Nederlanden naar Spanje gezonden terwijl Spaanse soldaten juist naar de Nederlanden kwamen. Beide groepen werden in het oorlogsgebied waar ze dienstdeden beschouwd als de elitetroepen.

## Werving

Manschappen werven in eigen land gebeurde vaak door een door de Spaanse Oorlogsraad of door de kapitein-generaal of de gouverneur-generaal aangewezen wervingsofficier. De officier, altijd in de functie van kapitein, die toestemming had om te werven kreeg een patent mee waarop stond in welke gebieden het werven mocht plaatsvinden, hoeveel manschappen geworven mochten worden, de tijdsduur van het werven en de bestemming van de troepen. Voordat deze kapitein naar de dorpen trok, wees hij onderofficieren aan en liet hij vlaggen maken voor de compagnie. Daarna kon hij samen met een drummer, een secretaris en een aantal korporaals naar de plaatsen waarvoor zij toestemming hadden om te werven. Vervolgens liet de kapitein het patent zien aan de magistraat van de plaats, die hen onderdak en ondersteuning moest bieden, totdat het gevraagde aantal mensen zich hadden aangemeld. De vrijwilligers moesten tussen de 16 en 50 jaar zijn, goed gebouwd, vrijgezel en geestelijk in orde. Vooral in tijden van lage lonen of een mislukte oogst was het eenvoudig om genoeg manschappen te werven. Als het werven van genoeg mensen moeilijk ging werden er nog weleens bonussen gegeven. Als iemand zich aanmeldde en voldeed aan de eisen, werd hij geregistreerd door de secretaris en kreeg hij salaris uitbetaald, onderdak, voedsel en soms ook nieuwe kleren. Zodra de kapitein genoeg manschappen had geworven, werd de lijst met manschappen beoordeeld door een afgevaardigde van de koning om na te gaan of de manschappen wel echt voldeden aan de eisen. Wanneer dat in orde was, werden de manschappen ingewijd, waarbij de kapitein de artikelen uit de Oorlogswet met de straffen oplas. Nadat de rekruten met hun rechterhand in de lucht hadden gezworen zich te houden aan de artikelen uit de wet, werden ze ingelijfd en kregen zij hun eerste maandsalaris (nadat de gemaakte kosten waren verrekend).
Het geven van toestemming door de Spaanse Oorlogsraad of door de kapitein-generaal of de gouverneur-generaal in de Nederlanden, kon alleen voor gebieden waar zij ook macht hadden. In het buitenland, onder andere op de Britse eilanden en in de Duitse staten, werden daarom op een andere manier soldaten geworven voor het Vlaams-Spaanse leger, namelijk via een tussenpersoon. Met deze tussenpersoon werd afgesproken het aantal manschappen dat hij zou werven, de datum en de plaats waarop zij klaar moesten staan. De tussenpersoon fungeerde tevens als de commandant en hij wees de officieren aan. Snelheid was het voordeel van het werven met een dergelijke tussenpersoon. Binnen drie à vier weken konden zij al een volledig regiment klaar hebben staan, omdat een deel van de manschappen die zij gebruikten oproepbaar waren. Tegen betaling konden tussenpersonen zelfs gebonden worden aan staten en indien nodig, door hen opgeroepen worden.
De koning had, ter bescherming van de gebieden van het Spaanse Rijk in Spanje, Italië, de Nederlanden en Amerika alsmede voor de oorlogen die hij voerde, veel manschappen nodig. Zoveel, dat er vaak niet de gevraagde aantallen soldaten geworven werden en dorpen nauwelijks nog groeiden in het Spaanse Castilië.

## Overbrenging

De Spaanse weg, om via gebieden in handen van de Habsburgers (paars, groen en oranje) manschappen over te brengen naar de Nederlanden.

Zodra de manschappen waren geworven, moesten zij nog naar de Nederlanden overgebracht worden. Soldaten uit Spanje en Zuid- en Midden-Italië gingen eerst per schip naar Genua en vanaf daar over land naar het noorden. In de zestiende eeuw was wel een aantal keer geprobeerd om rechtstreeks via de zee, geld en soldaten naar de Nederlanden te zenden, maar dit werd vrijwel iedere keer een mislukking door de overmacht op zee van de hugenoten, de Engelsen en de Watergeuzen. Via de chemin des Espagnols of de Spaanse weg konden de soldaten over land reizen en werd ook het geld overgebracht naar de Nederlanden. Al bij het uitbreken van de oorlog werd er nagedacht over een geschikte route. Uiteindelijk werd dit de route van Genua naar Piëmont, Savoye, Lotharingen en Luxemburg. De koning van Spanje had zelf bezittingen langs de route, waaronder Lombardije, Franche-Comté en de Nederlanden, waar het leger doorheen kon reizen. Met overige landen op de route werden verdragen gesloten, zoals met Genua. In colonnes van tot tienduizend soldaten met honderden pakezels reisden de soldaten, geleid door gidsen, zo'n veertig tot zestig dagen, waarbij zij rivieren moesten overbruggen, bergen moesten passeren en bossen moesten doorkomen, voordat zij aankwamen in de Nederlanden.
Britse manschappen werden vaak via zelf geregelde commerciële schepen, vanuit Waterford, Southampton of een andere haven naar de overkant van het Kanaal vervoerd, onder andere naar Duinkerke. Wanneer de Staatsen de Vlaamse havens blokkeerden, weken de schepen uit naar havens in Noord-Frankrijk, waarna de manschappen de reis te voet moesten voortzetten.
Soldaten die in de Duitse staten werden geworven, konden het makkelijkst naar de Nederlanden reizen. Om de Habsburgse gebieden vanuit Keulen en München, waar veel troepen vandaan kwamen, te bereiken, moest men alleen door de hertogdommen Kleef en Gulik trekken. Daarvoor was wel toestemming vereist van de lokale machthebber en van de keizer.
Ook voor de soldaten uit Tirol en de Elzas was het ondanks de grotere afstand een relatief makkelijke onderneming. De Spaanse Habsburgers, het huis van de Spaanse koning, die ook landsheer van de Nederlanden was, beheerden vrijwel aaneengesloten land vanaf Wenen tot de Rijn. Bij de Rijn aangekomen moesten ze via Allgäu, in het noorden van de Alpen, richting Bazel. Het vervolg van de reis was moeilijker, omdat het gebied van de Rijnvallei behoorde tot de Palts en het hertogdom Zweibrücken, die in oorlog waren met de Habsburgers. Omdat deze reisweg niet beschikbaar was, liep de route via het hertogdom Lotharingen, waar de Rijn bij Straatsburg overgestoken werd en de troepen het Spaans-Nederlandse Luxemburg konden bereiken. Een korte tijd was het mogelijk voor de troepen om door de Palts te trekken, omdat zij het gebied in 1622 hadden veroverd op Frederik V. Dit duurde tot 1631, toen het Zweedse leger Mainz en het omliggende gebied had bezet en afgesloten voor Habsburgse soldaten.

## Legerleiding

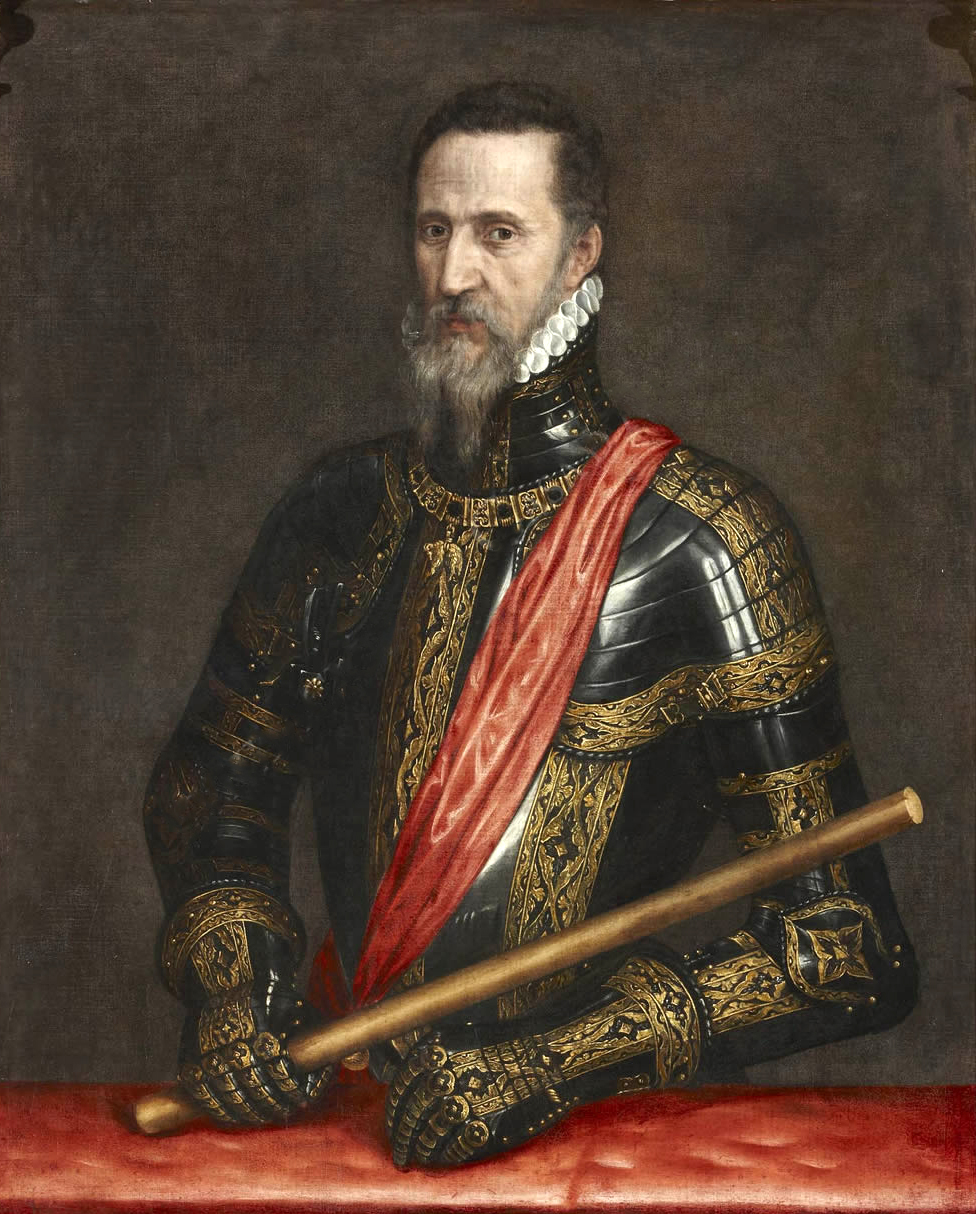
Alva was naast kapitein-generaal ook gouverneur-generaal

Aan het hoofd van het Leger van Vlaanderen stond de door de koning benoemde kapitein-generaal. Bij de komst van Alva in 1567 was het de bedoeling dat de macht over het leger en het land gedeeld werd met de landvoogdes van de Lage Landen, Margaretha van Parma. Zij weigerde echter met Alva samen te werken en trad af, waarna Alva, naast kapitein-generaal ook gouverneur-generaal (landvoogd) werd.
De kapitein-generaal werd bijgestaan door een groot aantal stafofficieren (entetenidos cerca la persona) en aan het hoofd van deze officieren stond het hoofd van het huishouden, de mayordomo mayor. Er was één adviserend orgaan, namelijk de Oorlogsraad, bestaande uit een aantal stafofficieren en ervaren commandanten. Zij konden de kapitein-generaal adviseren over promoties, het te voeren beleid, en de logistiek.
Ook had de kapitein-generaal, tot 1595, invloed op het rechtssysteem.  Zo sprak hij recht over militairen in het hoogste rechtsorgaan, zonder dat er daarbij beroep mogelijk was. Verder bepaalde de kapitein-generaal hoe het geld besteed moest worden, ook al moesten de financiële afdelingen van het leger rechtstreeks aan de kroon rapporteren. Om deze redenen had de kapitein-generaal veel macht in de Nederlanden, zonder dat daar controle over was door een ander orgaan. De koning zat zelf in Spanje en controle vanaf daar uitoefenen was moeilijk door de trage communicatie; een brief van Spanje naar de Nederlanden kon er zo 12 dagen over doen. Om toch de financiën te controleren was er een inspecteur-generaal (veedor general) actief die fraude en misbruik moest opsporen en die rechtstreeks aan de koning moest rapporteren.
Officieren kregen geregeld leiding over een leger, zonder dat zij ooit ervaring hadden opgedaan op het slagveld. Zo werd Ambrogio Spinola commandant, omdat hij veel geld bezat, zodat hij de soldaten uit eigen zak kon betalen wanneer het geld vanuit Spanje op zich liet wachten. Het probleem van het gebrek aan ervaring werd door weinigen ingezien. Filips IV en Olivares stelden vast dat de tegenvallende resultaten van het leger te maken hadden met het gebrek aan leiders, dat zij toeschreven aan het gebrek aan Spaanse edelen in het leger.

## Financiën

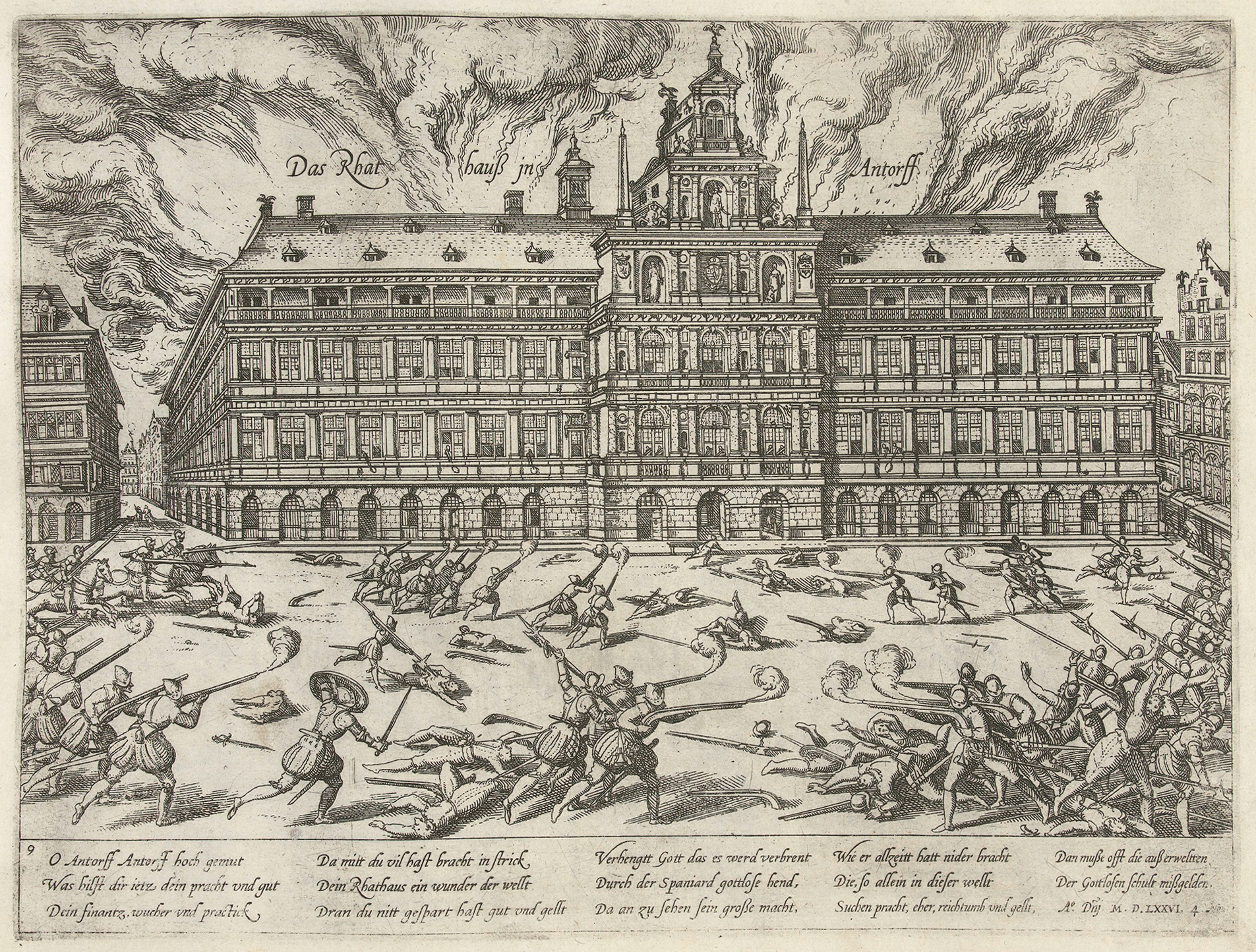
Spaanse soldaten kregen niet genoeg soldij vanwege het staatsbankroet van Spanje in 1575 en sloegen aan het muiten en plunderden daarbij Antwerpen.

Toen Alva naar de Nederlanden ging, was een van zijn opdrachten om de Nederlandse gewesten zelf meer te laten betalen voor hun leger; hij moest dus nieuwe belastingen laten instellen. Hoewel de Nederlanden twee jaar lang in 1570 en 1571 genoeg geld bijbrachten, moest in de overige jaren de koning bijspringen uit de Spaanse schatkist. Het bedrag dat de koning bijsprong verschilde. Zo was dat in 1566 bijna 1 miljoen florijn, in 1567 was dat meer dan 3 miljoen en in 1574 was dat meer dan 7 miljoen. Het leger probeerde op zijn beurt zo veel mogelijk geld te innen waar het gelegerd was, waardoor de inkomsten uit de nieuwe belastingen drastisch verminderden. Doordat het moeilijk was erop toe te zien welke soldaat welk bedrag al had ontvangen en het systeem met belastingen faalde, werd er een nieuwe methode bedacht om geld op te halen. Dit was een contributiesysteem waarbij gemeenschappen een bepaalde contributie moesten betalen, die vervolgens werd verdeeld onder de soldaten in die regio. Deze methode werd alleen toegepast in grote rijke gebieden, zoals Brabant en Vlaanderen, waar het normale belastingsysteem niet werkte. Waar het belastingsysteem wel werkte, zoals in Henegouwen en Artesië bleef het zoals het was.
Door de oorlog verslechterde de economie in het zuiden van de Nederlanden, waarop de verantwoordelijkheid van het innen van gelden werd teruggegeven aan de Staten van de provincies. Zij haalden echter niet het gewenste bedrag op, maar slechts een derde tot een vijfde van de totale kosten. Het overige bedrag moest de koning opnieuw bijspringen. Spanje had echter het geld hard nodig voor veel andere zaken, waaronder de oorlog met Portugal, de invasie van Engeland, de oorlog met Frankrijk, de Dertigjarige Oorlog en de Mantuaanse Successieoorlog. Het bedrag dat verstuurd werd vanuit Spanje naar de Nederlanden varieerde en hing af van de prioriteit van andere conflicten. Het verzenden van de grote geldbedragen vanuit Spanje was te riskant en tevens beschikte de koning niet over zo een groot bedrag in één keer en daarom werd er gebruikgemaakt van rentmeesterbrieven of asiento. Het bedrag werd voor een korte termijn geleend bij een handelaar in Spanje, waarbij het bedrag, na het laten zien van de rentmeesterbrief, in de Nederlanden kon worden opgenomen. Op deze manier werd er soms zo veel geld geleend dat de koning de leningen niet meer kon terugbetalen of geen nieuwe leningen meer kon opnemen, waardoor de staat herhaaldelijk bankroet ging. Dit gebeurde in 1560, 1575, 1596, 1607, 1627, 1647 en in 1653. Voor Spanje was het vaak een makkelijke uitweg, maar voor veel bankiers was het desastreus.

## Situatie van het leger
Het leven in het Leger van Vlaanderen was niet makkelijk, het was gevaarlijk en er werd honger en kou geleden. De soldij die dat moest verzachten was laag en werd vaak te laat uitbetaald. Daardoor moesten soldaten bij hun kapitein geld lenen, plunderen of honger lijden. Geregeld braken er muiterijen uit doordat betaling niet geschiedde.
De soldaten waren vaak ingekwartierd bij burgers, soms verbleven ze met vijf man bij een huisgezin op kosten van de hoofdbewoner. Andere soldaten verbleven in barakken in garnizoenssteden als Antwerpen, Gent en Kortrijk. Burgers moesten dan wel zorgen voor bedden, meubilair en andere spullen. In het jaar 1610 werden extra barakken gebouwd.
Het leger verloor vaak in snel tempo veel van zijn mensen. In 1576 verminderde de sterkte door ziekte, dood en desertie, in acht maanden tijd van 60.000 naar 11.000 manschappen. Gewoonlijk verloor het leger 1% tot 2% van de soldaten per maand, wat ongeveer tweemaal zoveel was als in het Franse leger. Het Spaanse leger in Vlaanderen had geen regeling waarbij men zomaar kon vertrekken. Een soldaat had toestemming nodig en kreeg die alleen voor ernstige gebeurtenissen, zoals de dood van een familielid of bij een ongeneeslijke ziekte. De slechte omstandigheden en de geringe beloning waren reden om te vertrekken zonder toestemming, oftewel te deserteren. Tijdens het Beleg van Bergen op Zoom door Spinola in 1622 vluchtten zelfs soldaten naar de stad die zij belegerden om er asiel te vragen.